# جان (بازی ویدئویی)

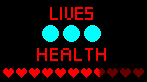
جان در بازی های ویدویی

جان در بازی رایانه‌ای عبارت از کمیتی است که تعداد فرصت‌های در دسترس بازیکنان برای ادامهٔ بازی در صورت خطا کردن یا سوختن را نشان می‌دهد.
شیوهٔ تبیین مصرف جان به شیوهٔ برخورد با سوختن بستگی دارد. همچنین شیوهٔ استفاده از آن هم تفاوت می‌کند. بیشتر بازی های رایانه‌ای به شما اجازه میدهند تا جانتان را با سرنگ یا جعبه های کمک اولیه به حداکثر برسانید. بعضی از آن ها به طور اتوماتیک جانتان را پر میکنند و یا آن را به بخش های مختلف بدن تقسیم میکنند.